# Stagno di Malfatano
Lo stagno di Malfatano è una zona umida situata nel comune di Teulada, lungo la costa meridionale della Sardegna.

Con la direttiva comunitaria n. 92/43/CEE "Habitat" viene riconosciuto come sito di interesse comunitario (SIC ITB040025) e inserito nella rete Natura 2000 con l'intento di tutelarne la biodiversità, attraverso la conservazione dell'habitat, della flora e della fauna selvatica presenti.

Lo stagno appartiene al demanio della Regione Sardegna che concede lo sfruttamento professionale delle risorse ittiche; viene esercitata l'attività di pesca a diverse specie tra cui anguille, mugilidi, orate, spigole e saraghi.